# Триродийсамарий
Триродийсамарий — бинарное неорганическое соединение
самария и родия
с формулой SmRh3,
серые кристаллы.

## Получение
- Спекание стехиометрических количеств чистых веществ:

{\displaystyle {\mathsf {Sm+3Rh\ {\xrightarrow {900^{o}C}}\ SmRh_{3}}}}

## Физические свойства
Триродийсамарий образует кристаллы
гексагональной сингонии,
пространственная группа P 63/mmc,
параметры ячейки a = 0,5255 нм, c = 1,746 нм, Z = 6,
структура типа триникельцерия CeNi3
.
Соединение образуется по перитектической реакции при температуре 900°С
.